# Distretto di Kalk
Kalk è l'ottavo distretto urbano (Stadtbezirk) di Colonia.

## Suddivisione amministrativa
Il distretto urbano di Kalk è diviso in 9 quartieri (Stadtteil):
- Humboldt/Gremberg 801,
- Kalk 802,
- Vingst 803,
- Höhenberg 804,
- Ostheim 805,
- Merheim 806,
- Brück 807,
- Rath/Heumar 808 e
- Neubrück 809